# Doucelles
Doucelles é uma comuna francesa na região administrativa do País do Loire, no departamento de Sarthe. Estende-se por uma área de 4.48 km². Em 2010 a comuna tinha 254 habitantes (densidade: 56,7 hab./km²).